# Kelia Bolton
Kelia Bolton (* 28. April 1960) ist eine ehemalige US-amerikanische Sprinterin, die sich auf den 400-Meter-Lauf spezialisiert hatte.
Bei den Panamerikanischen Spielen 1983 in Caracas siegte sie in der 4-mal-400-Meter-Staffel.
Ihre persönliche Bestzeit von 51,93 s stellte sie am 24. Juni 1983 in Los Angeles auf.